# 香港賽馬會診療所
香港賽馬會診療所（英語：Jockey Club Clinic）是香港醫院管理局及衞生署轄下的診所，一系列於1950到1960年代由香港賽馬會資助興建的公共診所，主要位於舊區之內，以及新界歷史悠久的墟市地區。診療所內一般設有普通科門診（設有電話預約、夜間、星期日及公眾假期門診服務）及社康護理服務，部分更附設母嬰健康院及長者健康中心。

## 賽馬會診所
以「賽馬會」為名現時仍然服務的診所/健康院：
- 香港仔賽馬會診所（Aberdeen Jockey Club Clinic）
  - 附設「香港仔長者健康中心」及「香港仔社康護理服務中心」
  - 附設「香港仔美沙酮診所」
  - 附設「香港防癆會-香港大學中醫診所暨教研中心（南區）」
- 長沙灣賽馬會普通科門診診所（Cheung Sha Wan Jockey Club General Out-patient Clinic）
  - 附設「遺傳輔導診所」及「遺傳篩選診所」
- 堅尼地城賽馬會診所（Kennedy Town Jockey Club Clinic）
  - 附設「堅尼地城長者健康中心」
- 牛頭角賽馬會診所（Ngau Tau Kok Jockey Club Clinic）
  - 附設「牛頭角社康護理分區辦事處」
  - 附設「牛頭角家庭醫學深造培訓中心」
  - 附設「牛頭角美沙酮診所」
- 西營盤賽馬會分科診所（Sai Ying Pun Jockey Club General Outpatient Clinic）
  - 附設「西營盤母嬰健康院」*
  - 附設「西營盤胸肺科診所」
  - 附設「西營盤皮膚科診所」
- 筲箕灣賽馬會診所（Shau Kei Wan Jockey Club Clinic）
  - 附設「筲箕灣長者健康中心」
  - 附設「筲箕灣胸肺科診所」
  - 附設「筲箕灣美沙酮診所」
  - 附設「香港愛滋病基金會」
- 石湖墟賽馬會診所（Shek Wu Hui Jockey Club Clinic）
  - 附設「石湖墟長者健康中心」
  - 附設「上水胸肺科診所」
  - 附設「石湖墟美沙酮診所」
  - 附設「石湖墟學生健康服務中心」
- 南葵涌賽馬會普通科門診診所（South Kwai Chung Jockey Club General Out-patient Clinic）
  - 附設「南葵涌母嬰健康院」
  - 附設「南葵涌學生健康服務中心」
- 大澳賽馬會診所（Tai O Jockey Club Clinic）
  - 附設「大澳牙科診所」
- 大埔賽馬會普通科門診診所（Tai Po Jockey Club General Out-patient Clinic）
  - 附設「大埔胸肺科診所」
  - 附設「大埔美沙酮診所」
  - 附設「大埔學生健康服務中心」
- 將軍澳賽馬會普通科門診診所（Tseung Kwan O Jockey Club General Outpatient Clinic）
  - 附設「將軍澳長者健康中心」
- 橫頭磡賽馬會普通科門診診所（Wang Tau Hom Jockey Club General Out-patient Clinic）
  - 附設「橫頭磡母嬰健康院」
  - 附設「紅絲帶中心」
- 油麻地賽馬會分科診所（Yau Ma Tei Jockey Club Clinic）
  - 附設「油麻地長者健康中心」*
  - 附設「油麻地胸肺科診所」
  - 附設「油麻地美沙酮診所」
  - 附設「油麻地女性社會衛生科診所」及「油麻地男性社會衛生科診所」
- 元朗賽馬會健康院（Yuen Long Jockey Club Health Centre）
  - 附設「元朗胸肺科診所」
  - 附設「元朗美沙酮診所」
  - 附設「元朗學生健康服務中心」
- 家庭醫學專科門診診所 （页面存档备份，存于）

## 圖集

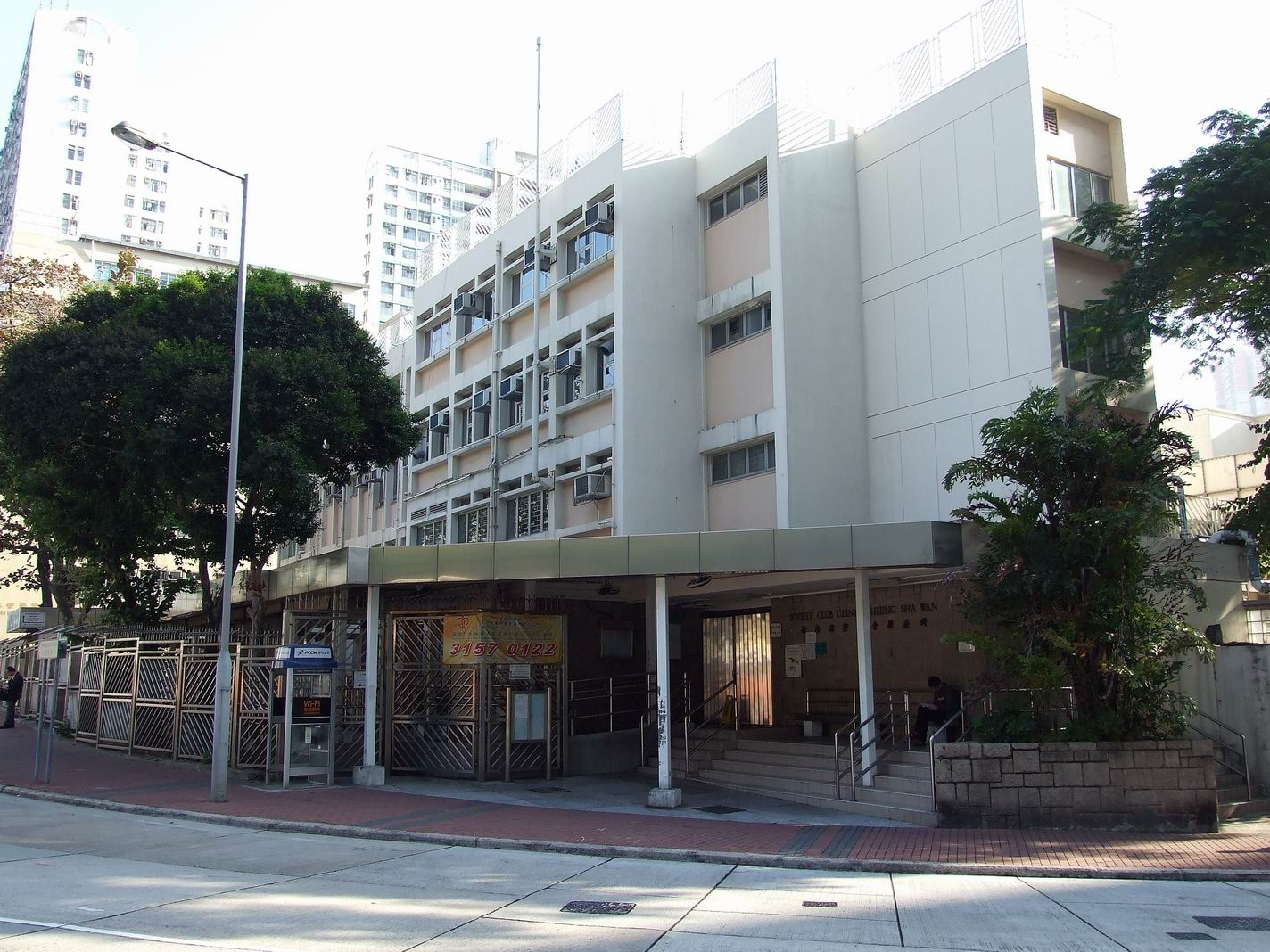
長沙灣賽馬會普通科門診診所
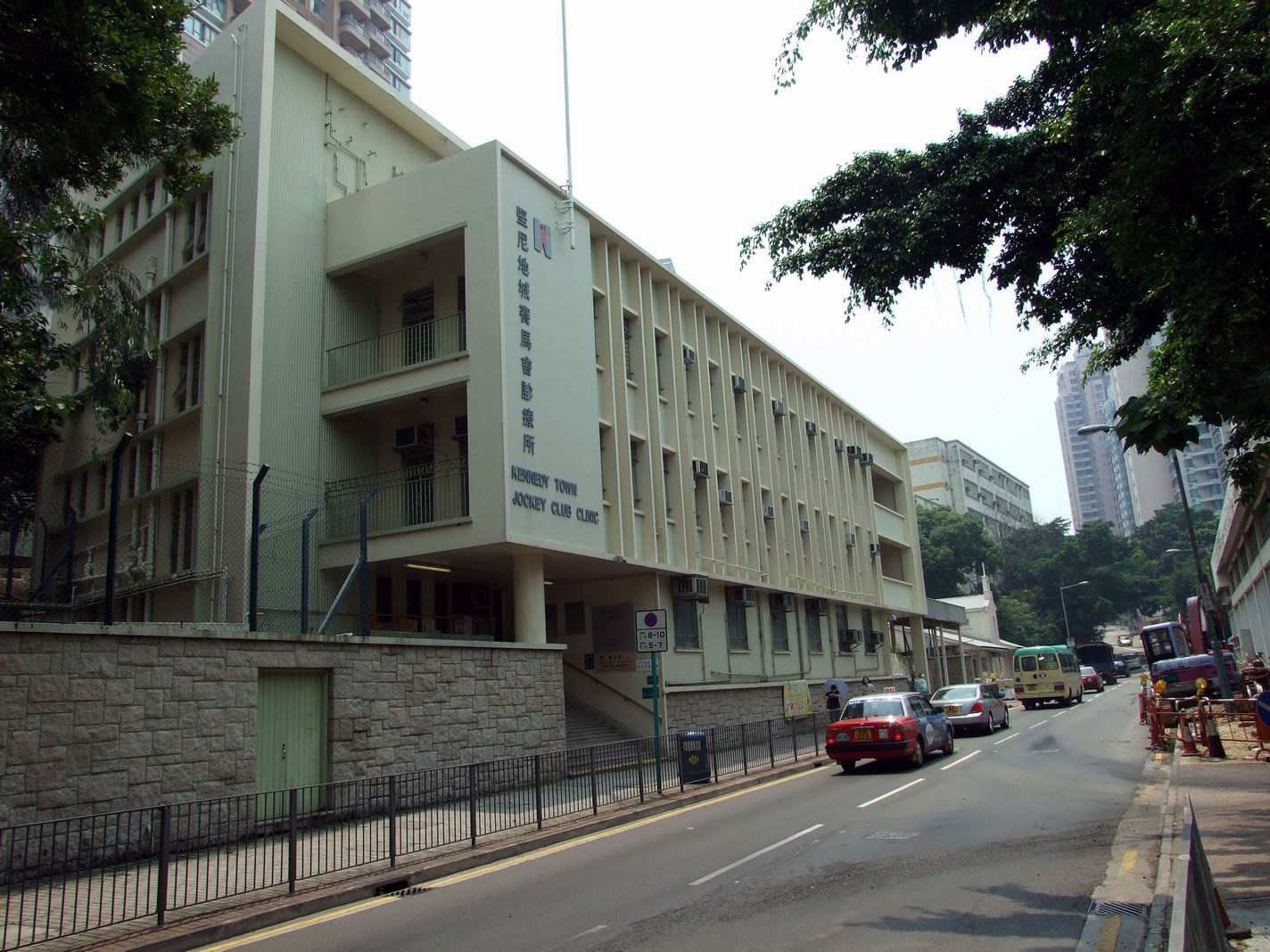
堅尼地城賽馬會診所
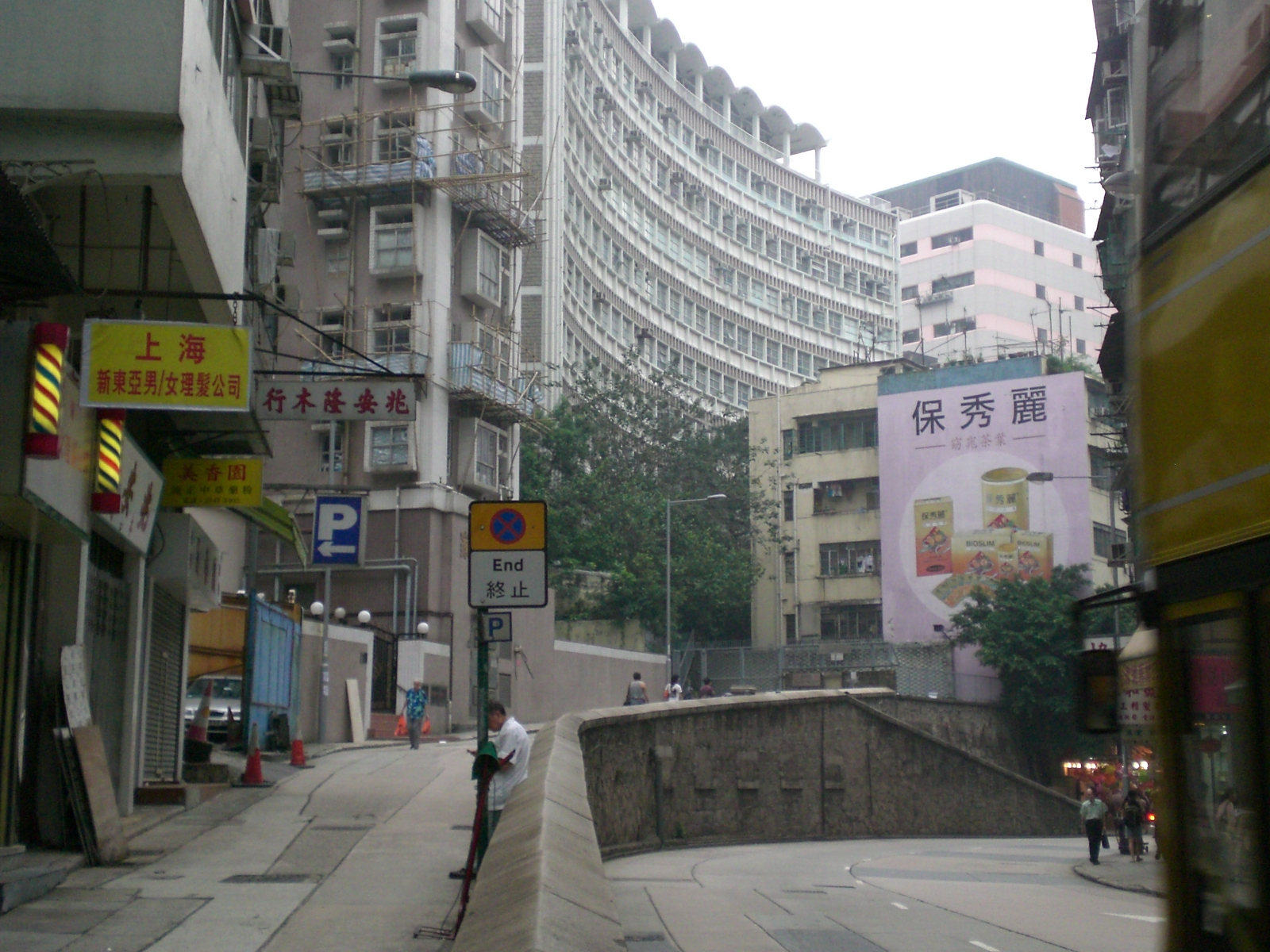
西營盤賽馬會分科診所
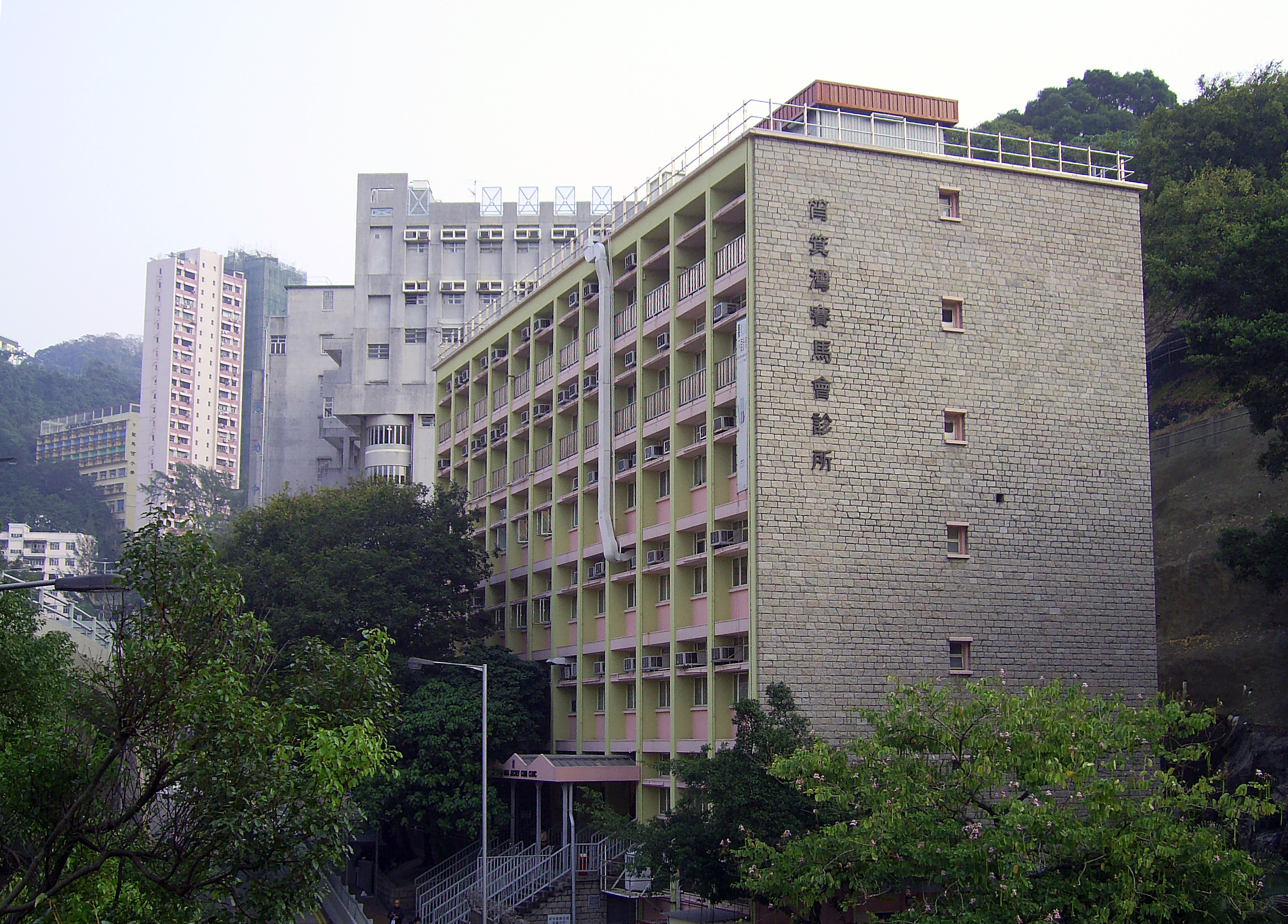
筲箕灣賽馬會診所
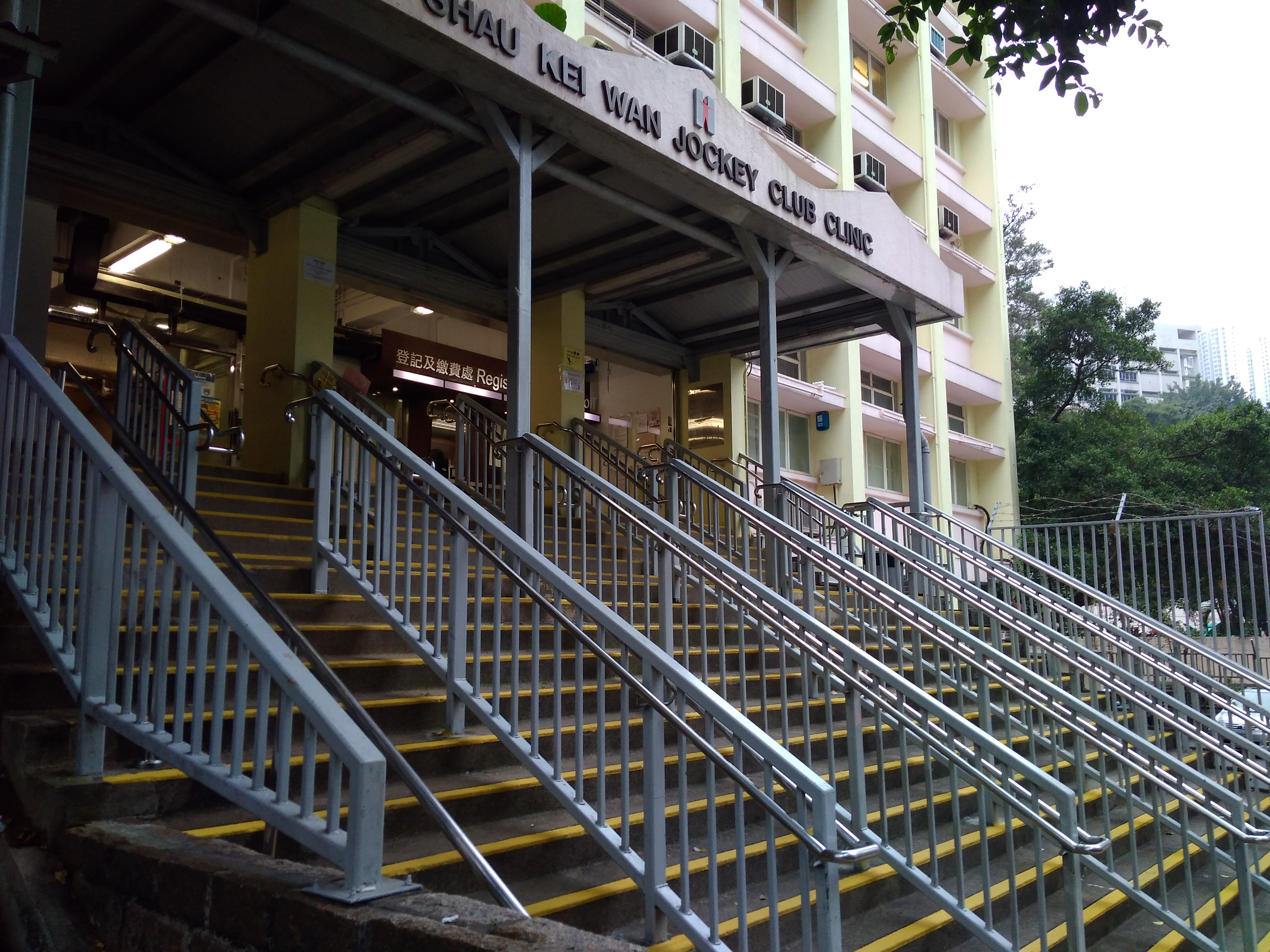
筲箕灣賽馬會診所
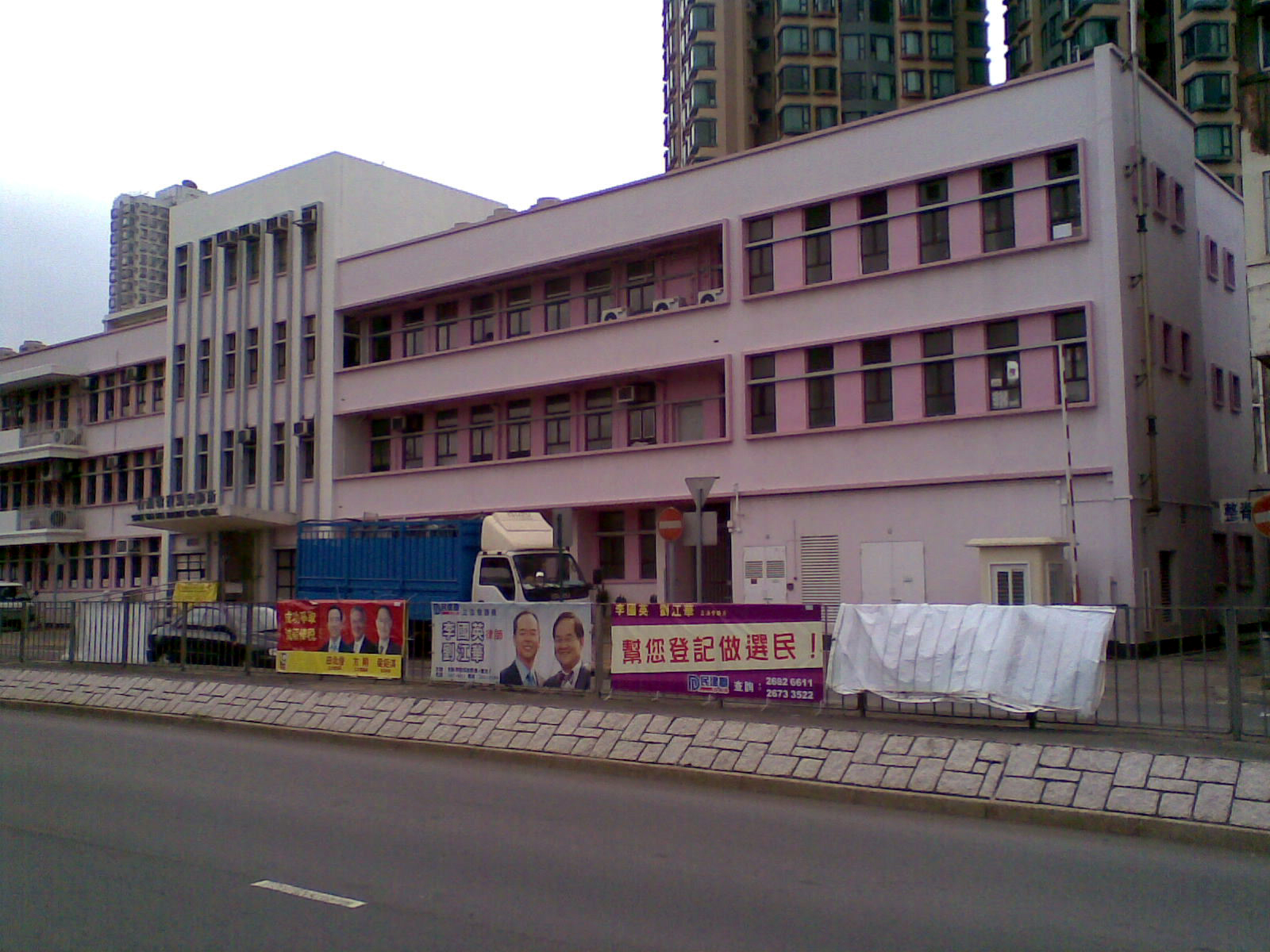
石湖墟賽馬會診所
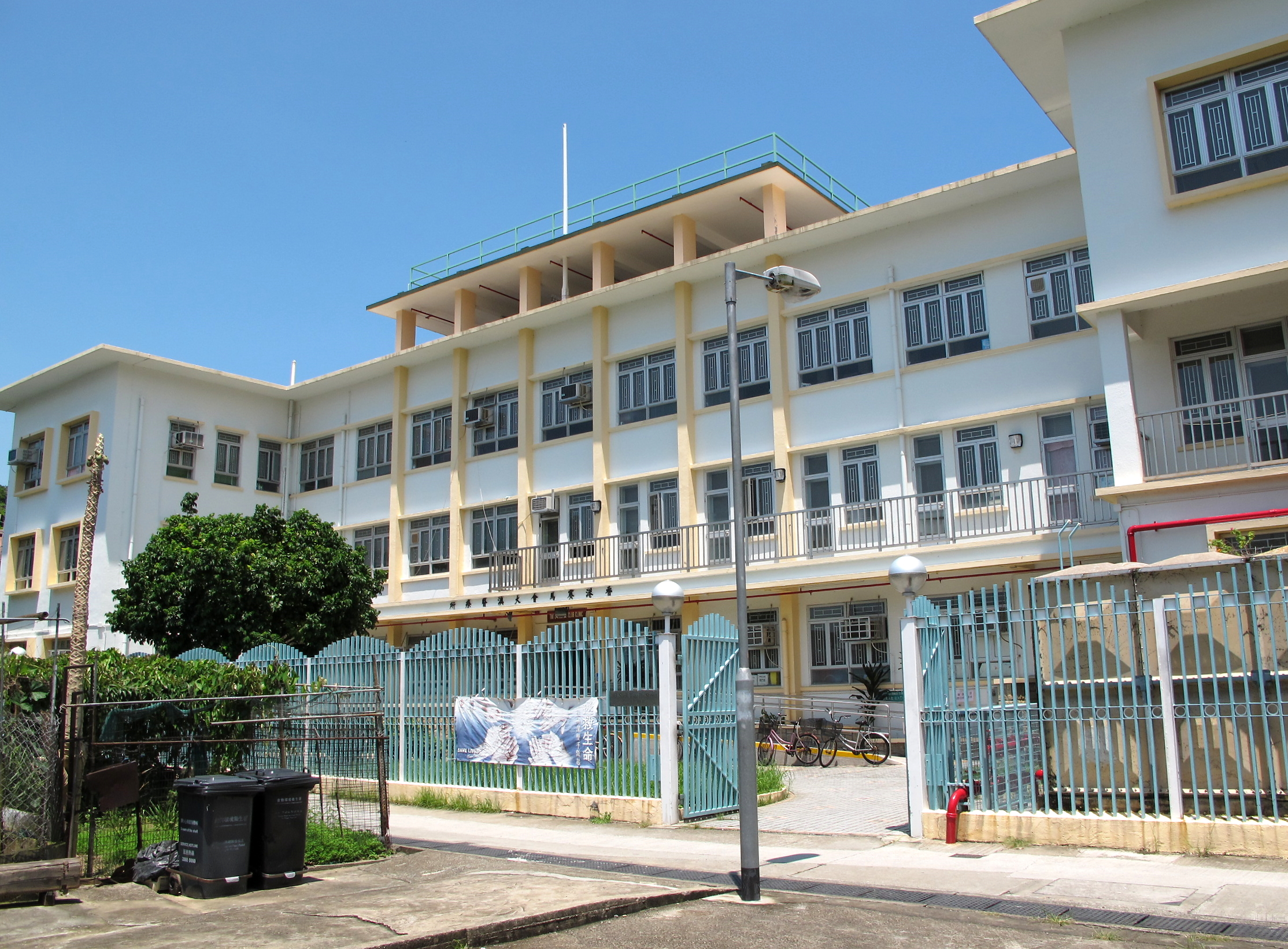
大澳賽馬會診所
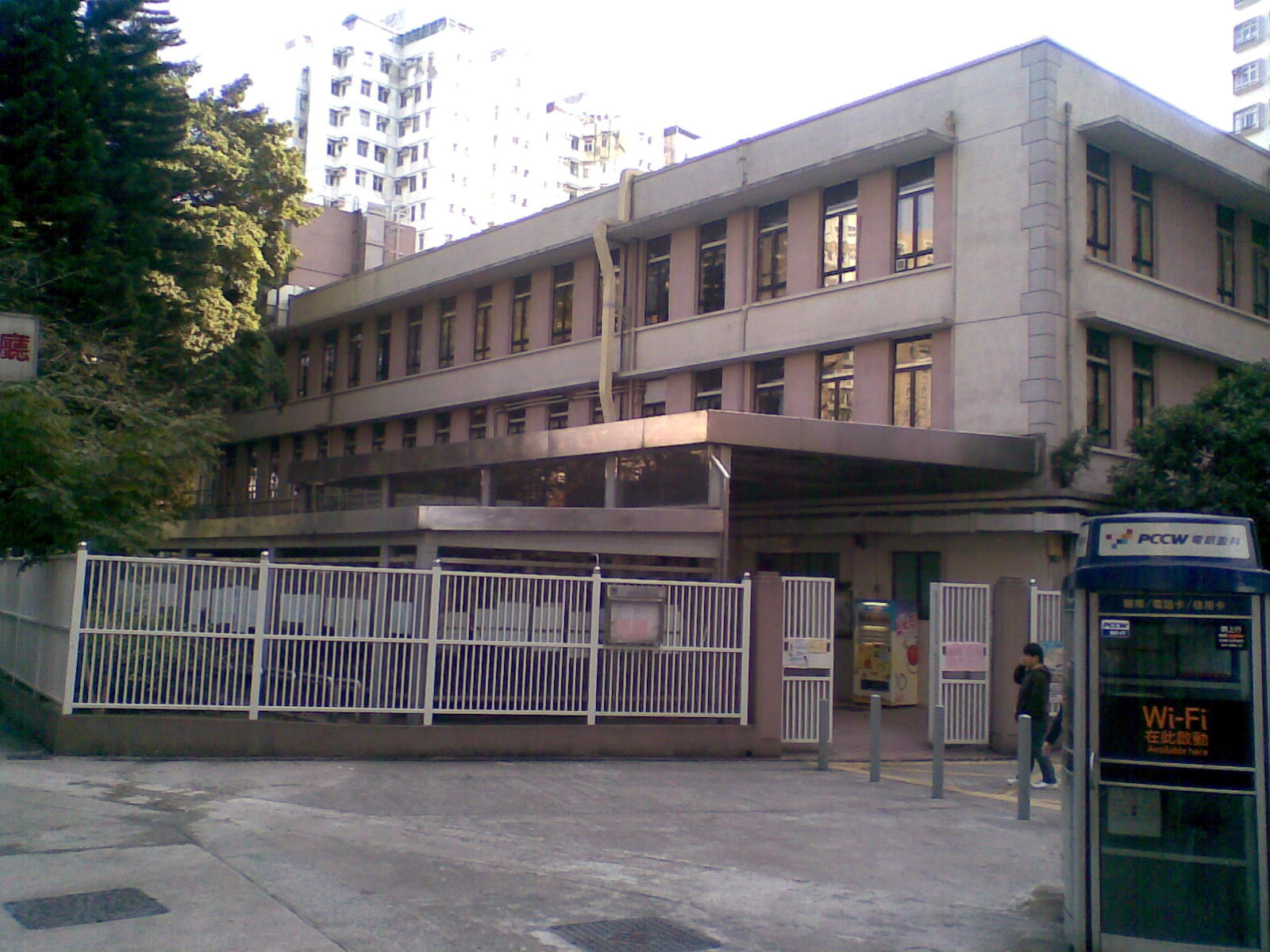
大埔賽馬會診所
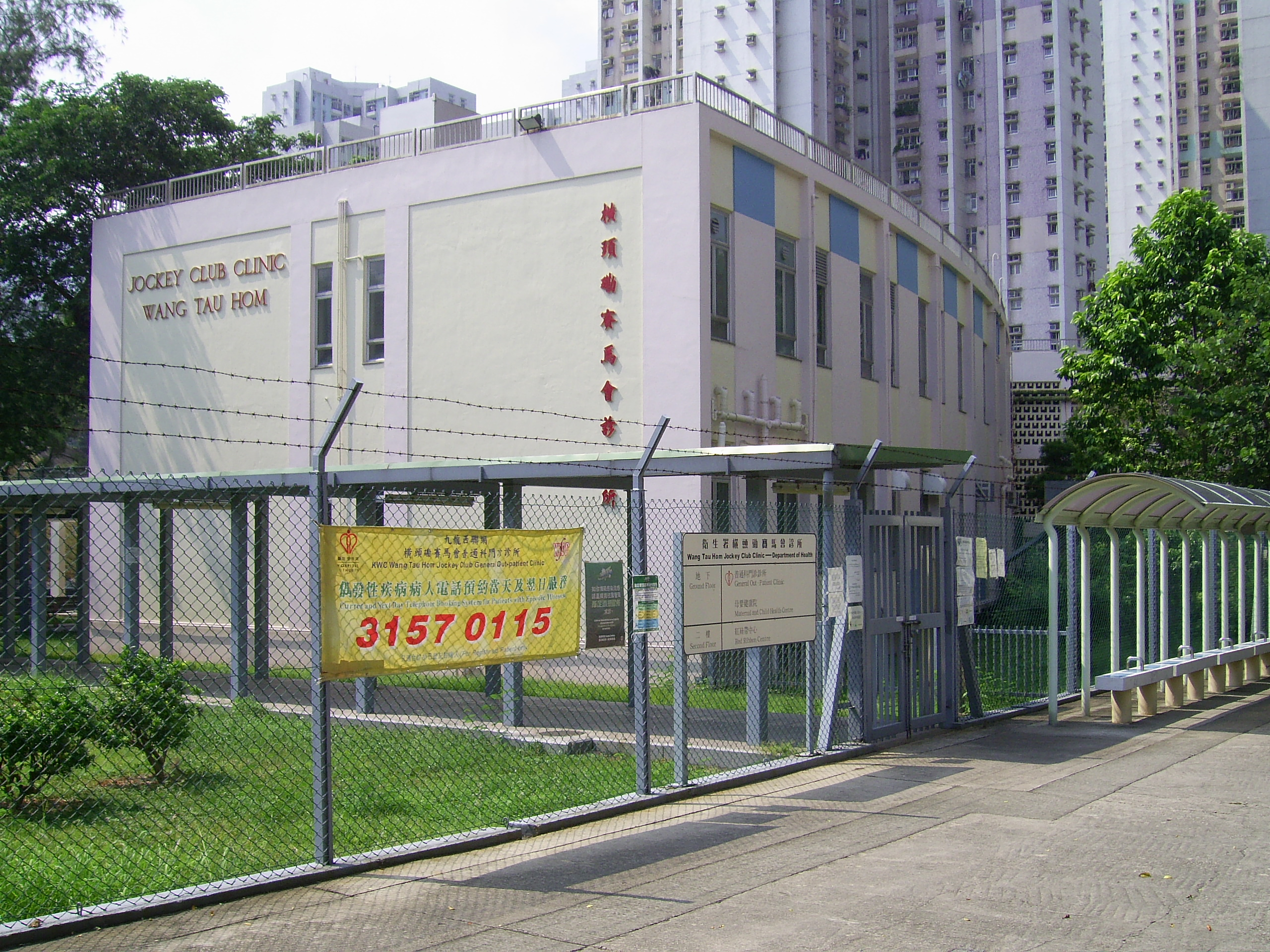
橫頭磡賽馬會診所
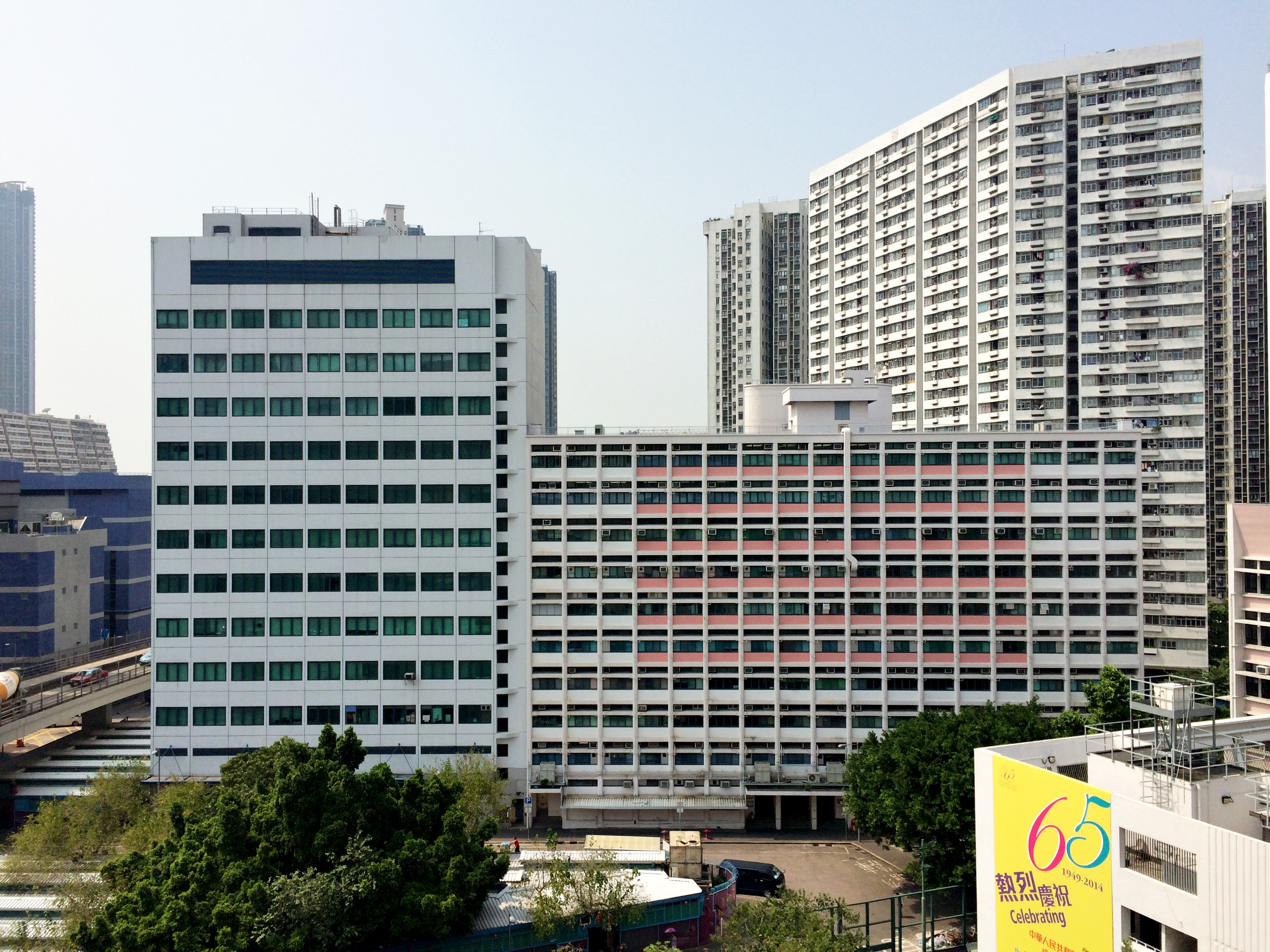
油麻地賽馬會分科診所

## 外部連結
- 醫管局接管衛生署門診診所事宜
- 母嬰健康院 （页面存档备份，存于）
- 長者健康中心 （页面存档备份，存于）
- 社康護理服務中心 （页面存档备份，存于）